# Roca de Etam
La Roca de Etam se menciona como una roca con la cueva donde Sansón se escondió después de herir a los filisteos «cadera y muslo con una gran matanza." Estaba en Judá pero al parecer en la zona baja de las colinas, el mismo lugar que la ciudad de Etam. La colina rocosa en la que se encuentra la aldea de Beit `Atab, cerca de Sur`ah (Zorah), fue sugerida por Conder como la «Roca de Etam», a modo de corrupción de su nombre. Otros sugieren que la caverna conocida como `Arak Isma`in, descrita por Hanauer (PEFS, 1886, 25), debe identificarse con la «Roca de Etam». La caverna, en lo alto de los acantilados septentrionales del Wady Isma`in, es un objeto visible desde el ferrocarril cuando el tren entra en el desfiladero. 